# Qirkhboulag (Chéki)
Qirkhboulag est un village de la région de Şəki en Azerbaïdjan.

## Géographie
Le village de Qirkhboulag de la région de Şəki est situé dans la circonscription administrative du village d'Orta Zayzid.

## Économie
La principale occupation de la population du village est l'élevage et l'agriculture.

## Population
Selon les statistiques de 2009, la population du village est de 454 personnes.

## Culture
Il y a un ancien temple albanais , une bibliothèque et un club dans le village.